# Maarten Baas
Maarten Baas, né le 19 février 1978 à Arnsberg en Allemagne, est un designer néerlandais.

## Biographie
Dès 1979, Maarten grandit à Burgh-Haamstede et Hemmen dans le sud-ouest et le centre du Pays-Bas . Diplômé de l'école secondaire, il commence à étudier à la Design Academy Eindhoven en 1996. Alors qu'il est encore étudiant, sa première conception, le bougeoir "Knuckle", est prise dans la production bij Pol's Potten. Il a également vendu la première pièce unique de la désormais bien connue “Hey, chair, Be A Bookshelf” pour Stef Bakker (cofondateur de Orange Babies). En 2000, il a étudié pendant plusieurs mois au Politecnico di Milano.
En juin 2002, il réalise une série de meubles brûlés appelé "Smoke" pour son projet de fin d'année. Ses œuvres ont été nominés pour le "René Smeets-award" et aussi pour le "Melkweg-award" et le conduisent à faire un atelier d'une semaine en France dont l'exposition sera récompensé par la Design Academy de Tokyo.
Son design "Smoke" est proposé dans la collection de l'éditeur hollandais Moooi de Marcel Wanders. Grâce aux présentations réussies à Milan, Londres et Paris Smoke est désormais connu dans le monde entier et a été acheté par les musées et les collectionneurs tels que Lidewij Edelkoort et Philippe Starck.
Le Smoke chandelier faisait partie de l'exposition "Brilliant" du Victoria & Albert museum de Londres.
En mai 2004, une exposition solo a été inaugurée à New York par le galeriste Murray Moss. "Where There’s Smoke" a montré 25 pièces de mobilier, tous brûlés et finis à l'époxy transparent.
Pour la nouvelle collection du Groninger Museum, Marteen a travaillé sur certains meubles de l'ancienne collection du musée. Ils ont été présentés lors de l'exposition "Nocturnal Emissions" et acheté par le musée.
De plus, Stedelijk Museum d'Amsterdam expose deux de ses pièces Smoke en 2005 dans une exposition.
Ses pièces sont toutes uniques et faites à la main, bien que produites en série, la plupart signés et numérotés par Maarten Baas lui-même. Martin démontre la recherche des limites des matériaux et de la conception. Cette façon de travailler est devenu encore plus évident au Salone del Mobile de Milan 2005, où il a montré ses nouvelles pièces, "Treasure", "Hey, chair, be a bookshelf!" et "Flatpack Furniture" devenus un grand succès.
En 2005, il a également commencé sa collaboration avec Bas den Herder, qui est devenu responsable de la production de toutes les pièces. La fondation du studio Baas & den Herder a permis de produire des pièces uniques à plus grande échelle.
Au Salone del Mobile en 2006, Maarten a lancé Clay Furniture, qui a été considéré comme le successeur absolue de Smoke et l'un des projets les plus surprenants du salon.[réf. nécessaire]
Moss a présenté cette collection au cours de l'ICFF à New York, et Cibone fait une exposition solo, "Clay & Smoke».
En 2005, Martin a collaboré avec l'équipe design de Ian Schrager, pour le nouveau Gramercy Park Hôtel. Maarten Baas fourni des meubles Smoke dans chaque chambre et des pièces Clay et un billard Smoke pour le hall. Tous les morceaux ont été faits à la main dans le studio Baas & den Herder. En août 2006, l'Hôtel Gramercy Park est ouvert.
À Milan, en avril 2009, Martin montre en temps réel, une série de vidéos montrant une horloge avec des acteurs se déplaçant suivant le mouvement des aiguilles.
En 2009, Martin a été nommé designer de l'année par Design Miami. Pendant cette foire, il a présenté une nouvelle pièce, commandée par Design Miami, nommé The Shell.
Depuis 2012, la plupart des produits conçus par Maarten sont faites par Den Herder Production House (DHPH), qui est dérivé du Baas & den Herder. DHPH fabrique également des produits conçus par d'autres designers de renom.
En 2013, en collaboration avec la manufacture des pianos Pleyel et la galerie qui le représente, Carpenters Workshop Gallery, Maarten Baas produit un Smoke Pleyel en édition limitée.